# Afroapoderus seminiger
Afroapoderus seminiger es una especie de coleóptero de la familia Attelabidae.

## Distribución geográfica
Habita en África.